# 자오웨
자오웨(중국어 간체자: 赵粤, 정체자: 趙粵, 병음: Zhào Yuè, 한자음: 조월, 영어: Akira Zhao, 1995년 4월 29일 ~ )는 중국의 가수이자 무용가, 배우로, 중국의 걸 그룹 경당소녀 303의 일원이며, 동시에 SNH48 Team NII의 일원이다. 소속사는 STAR48이다. 팬덤명은 「홍셩」 (红绳)이며, 상징색은 「붉은 실 레드」 (赤绳色)이다.  

## 내력
2020년 5월 2일, 동영상 사이트 플랫폼 텐센트 비디오에서 주최한 걸 그룹 결성 프로젝트 서바이벌 프로그램 《창조영 2020》에 참가하였다. 7월 4일, 최종 순위 발표식에서 '제2위'를 차지하여, 프로젝트 걸 그룹 경당소녀 303의 일원이 되었다.

## 음악 작품

### 《창조영 2020》 공연 리스트
| 발매일          | 자료 | 각주       |
| 2020년 5월 2일  | 《네가 제일 제일 제일 중요해》 (你最最最重要) - 곡 설명: 프로그램 공식 주제가 - 원곡자: 《창조영 2020》 참가자                                                           |            |
| 2020년 5월 2일  | 《Gravity》 - 곡 설명: 첫 평가 무대 - 원곡자: GNZ48 | 제1화 (上) |
| 2020년 5월 3일  | 《속눈썹 구불구불》 (睫毛弯弯) - 곡 설명: 첫 평가 무대 - 원곡자: 왕신링(王心凌)                                                                                          | 제2화 (下) |
| 2020년 5월 16일 | 《신기》 (神奇) - 곡 설명: 팀 경연 곡, 센터, 팀 승리 - 원곡자: 쑨옌즈(孙燕姿) - 그룹 구성원:                                                                             | 제3화 (上) |
| 2020년 5월 30일 | 《River》 - 곡 설명: 포지션 평가 곡, 센터, 현장 66표 - 원곡자: 비숍 브릭스 - 그룹 구성원:                                                                                | 제5화 (下) |
| 2020년 6월 20일 | 《마음에 들게》 (对心) - 곡 설명: 콘셉트 평가 곡, 센터, 현장 80표 - 원곡자: 오리지널 곡 - 그룹 구성원: 정쉬에야오, 류멍, 수루이치, 천치엔난 - 게스트: R1SE의 일원 런하오 | 제8화 (下) |
| 2020년 6월 20일 | 《이건 내가 너에게 하고 싶었던 말이야》 (这是我一直想对你说的话) - 곡 설명: 34명의 연습생 - 원곡자: 《창조영 2020》 참가자                                               | 제8화 (下) |
| 2020년 7월 4일  | 《피닉스 Phoenix》 (火羽 Phoenix) - 곡 설명: 최종 무대 곡, 센터 - 원곡자: 오리지널 곡 - 그룹 구성원:                                                                     | 제10화     |